# Erechthias scythromorpha
Erechthias scythromorpha är en fjärilsart som beskrevs av Turner 1926. Erechthias scythromorpha ingår i släktet Erechthias och familjen äkta malar. Inga underarter finns listade i Catalogue of Life.